# John McCallum (acteur)
Pour l’article homonyme, voir John McCallum.
John Neil McCallum, né le 14 mars 1918 à Brisbane (Australie) et mort le 3 février 2010 à Sydney, était un acteur australien. Il était en outre le créateur et producteur de la série télévisée Skippy le kangourou.

## Filmographie
- 1947 : Il pleut toujours le dimanche (It always rains on Sunday) de Robert Hamer
- 1948 : Miranda de Ken Annakin
- 1950 : La Femme en question (The Woman in Question) d'Anthony Asquith : Michael Murray
- 1951 : La Vallée des aigles de Terence Young